# Jacob Ydema

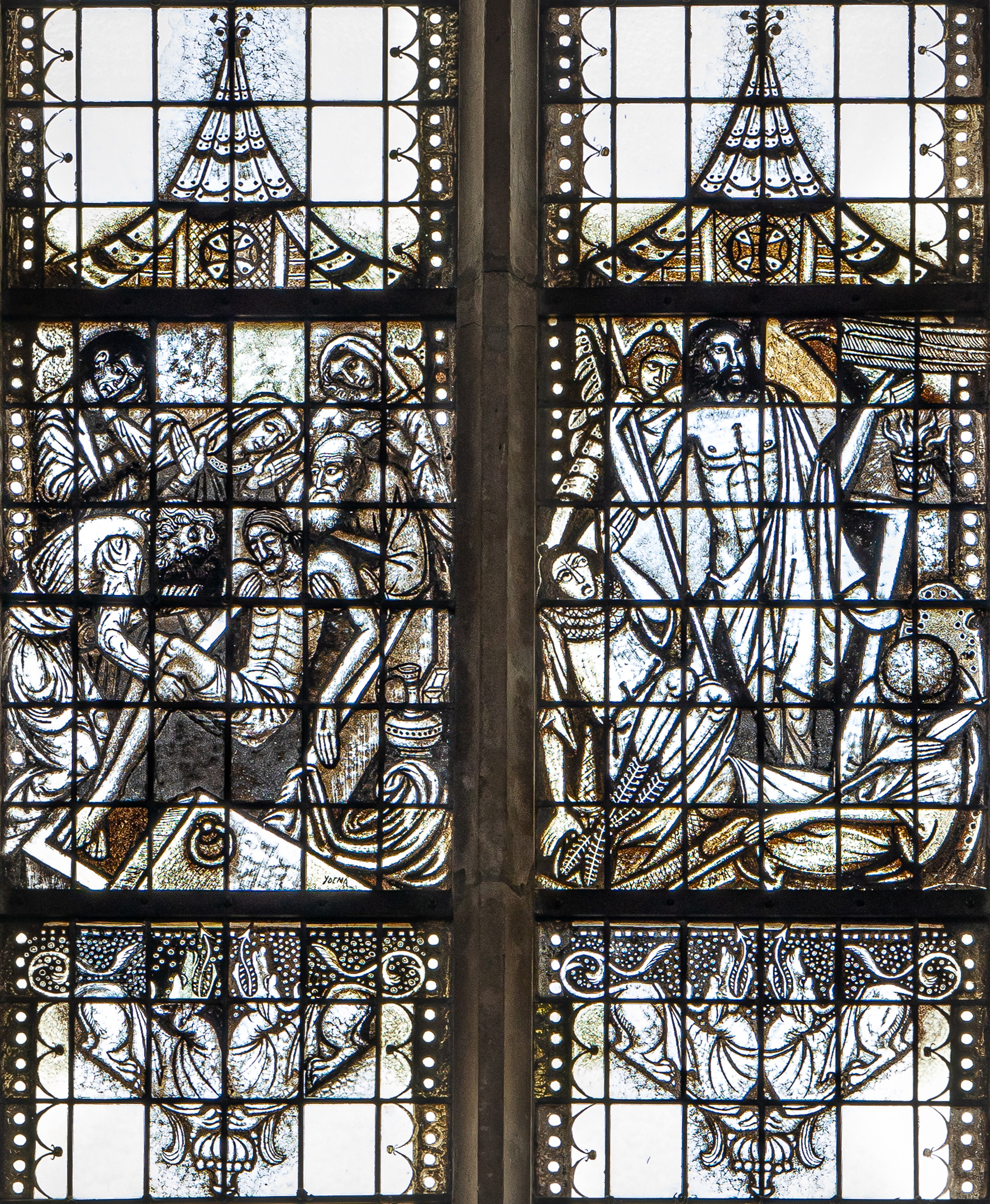
Jacob Ydema, graflegging en verrijzenis van Jezus, St. Nicolaasga (1938)

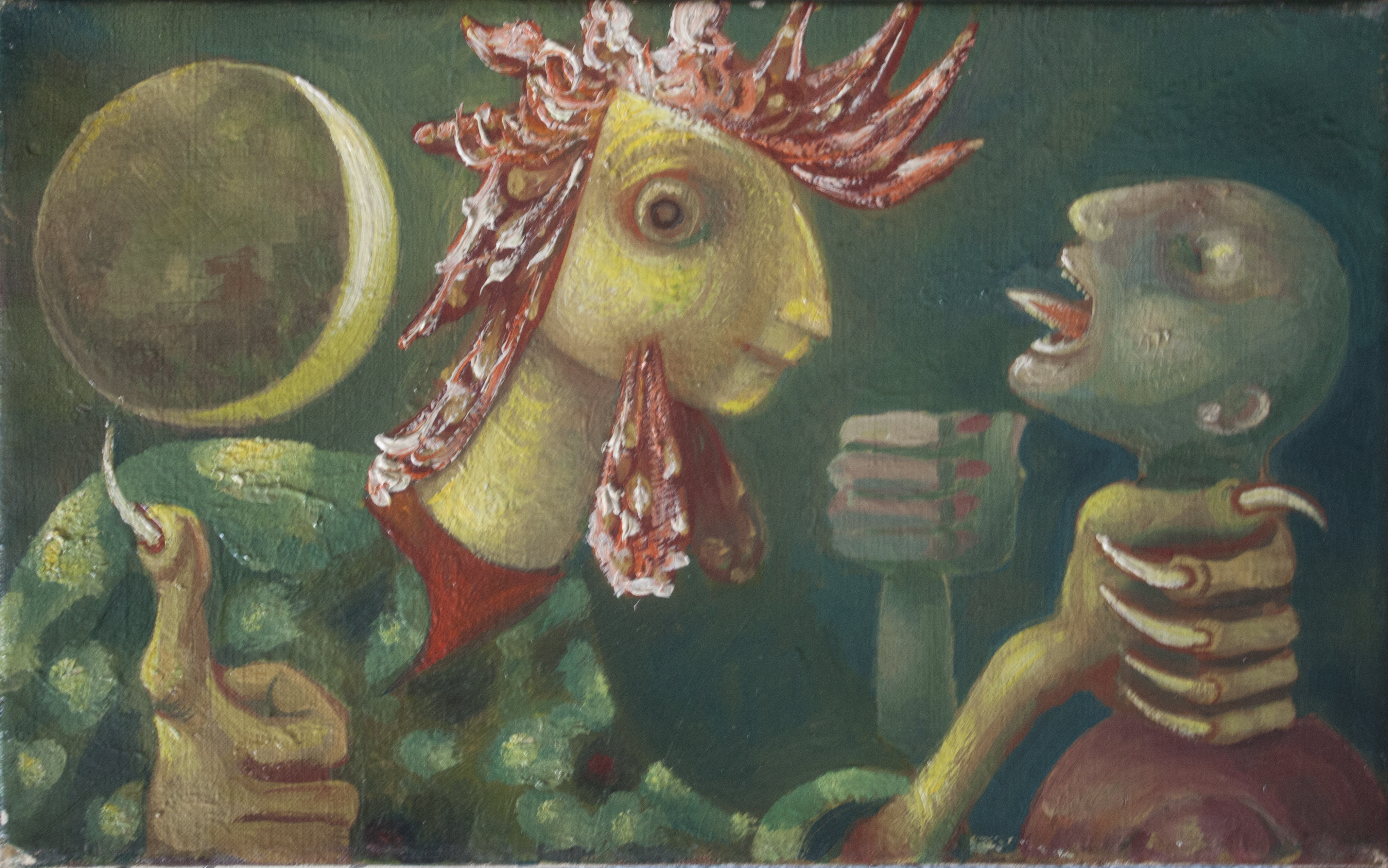
Jacob Ydema, de vermaning (1945-1956)

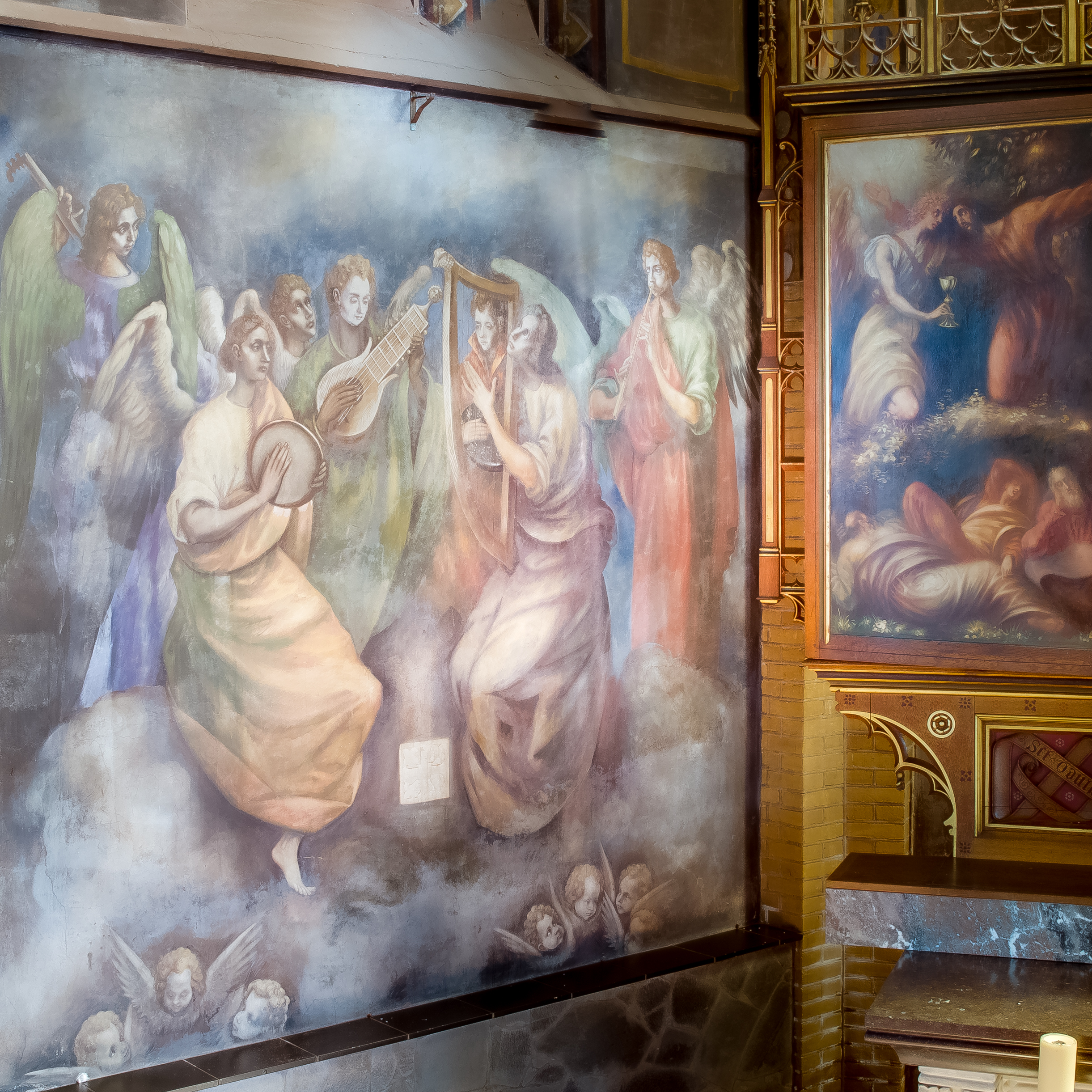
Jacob Ydema, Musicerende engelen, Odulphuskerk Bakhuizen 1939

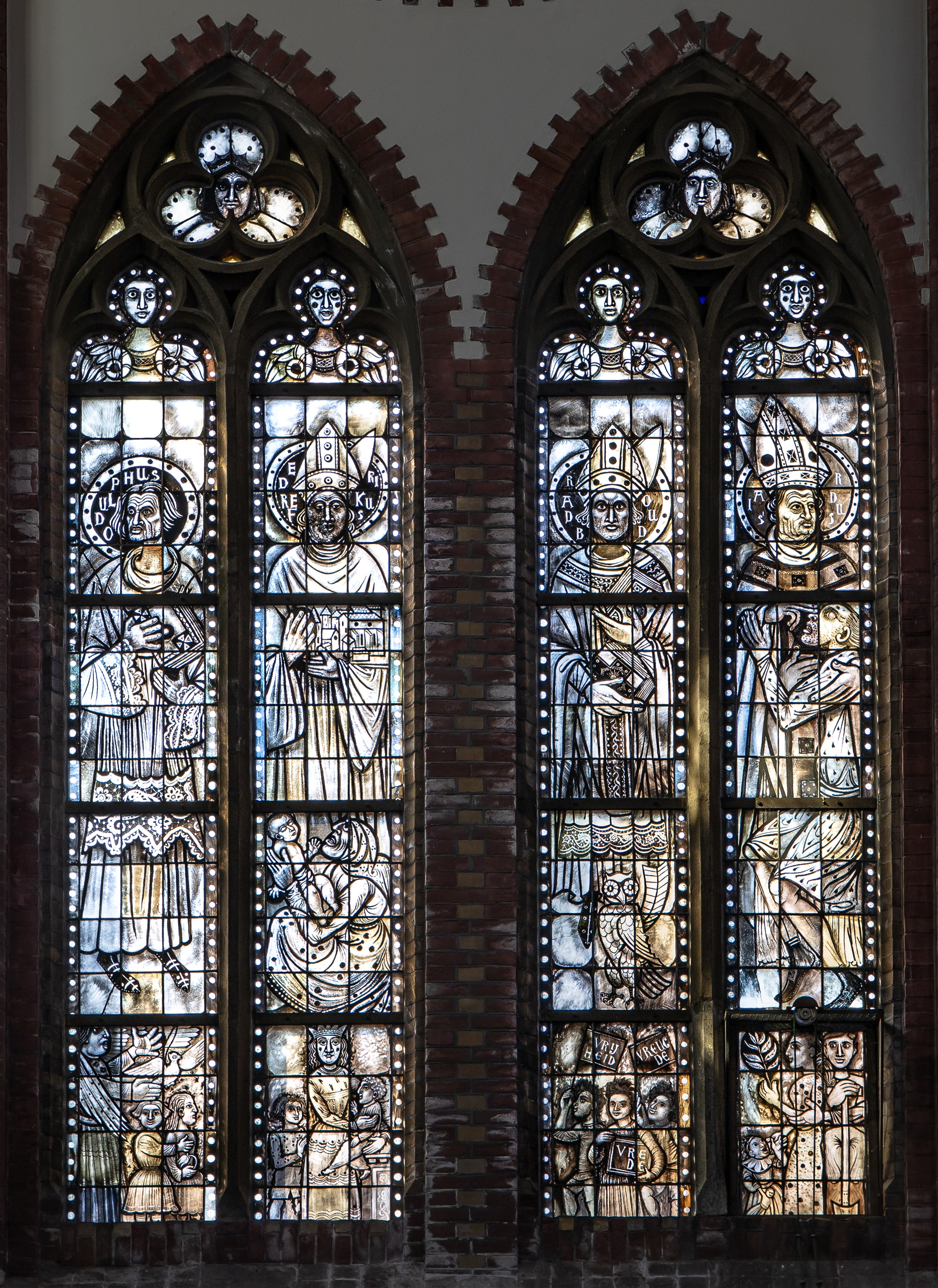
Bevrijdingsraam, St. Nicolaaskerk, St. Nicolaasga 1949

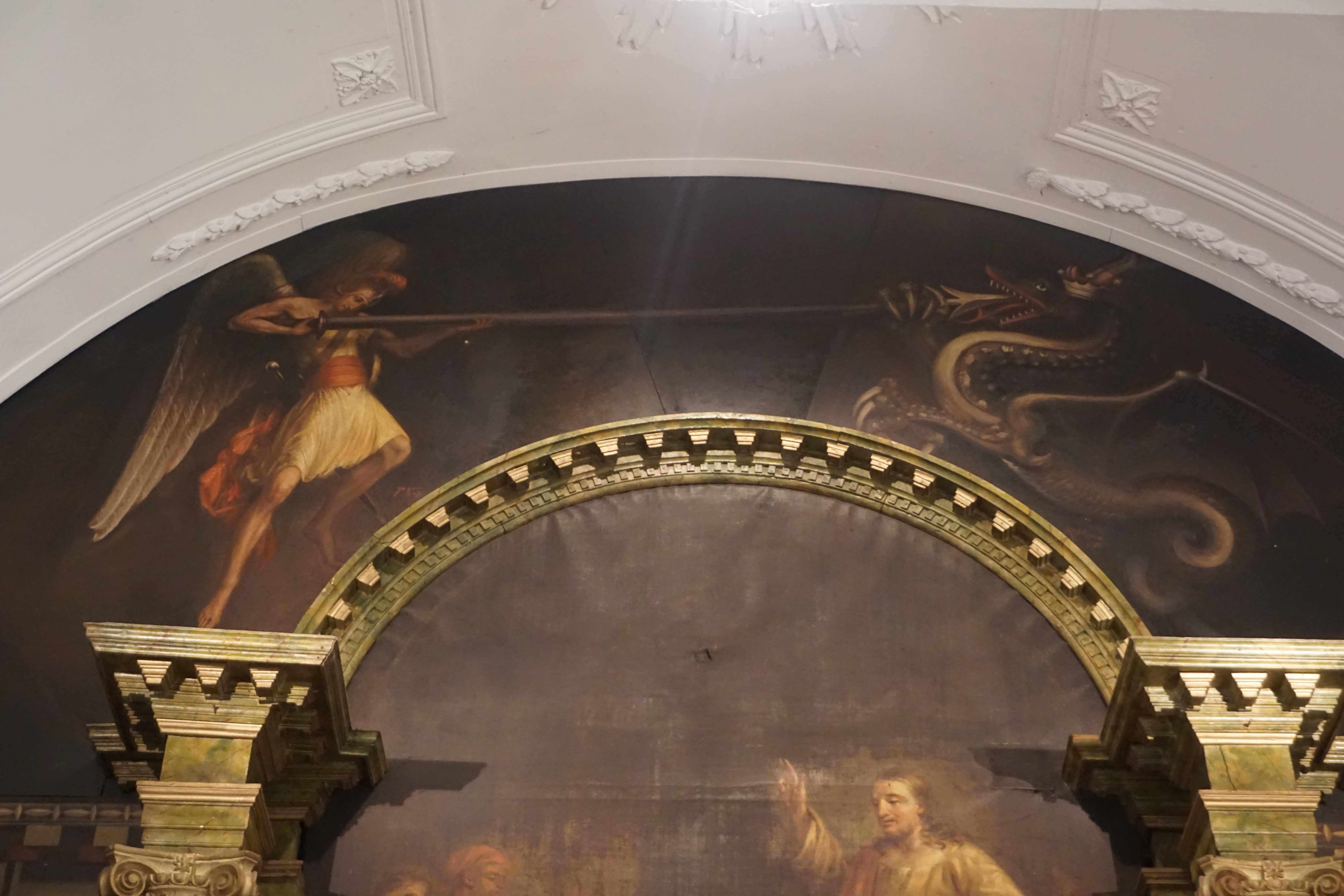
Aartsengel Michael en de draak, Michaelskerk Woudsend 1937

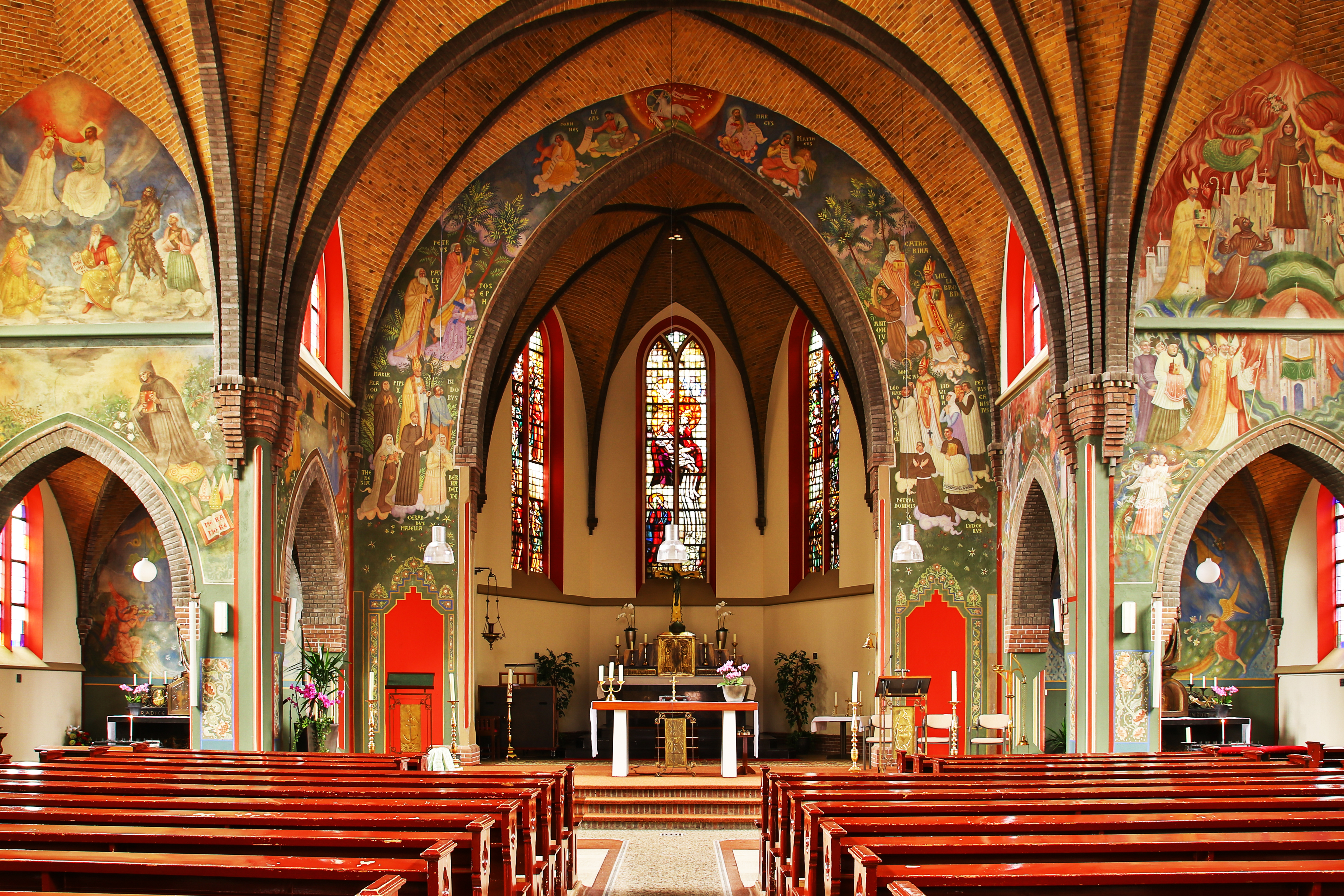
Antonius van Paduakerk (interieur), Nieuw-Dijk 1947-1949

Jacob Michiel Ydema (Greonterp, 5 oktober 1901 - Winterswijk (Miste), 14 oktober 1990) was een Nederlandse kunstschilder en glazenier.
In de periode tussen 1932 en 1958 decoreerde hij ongeveer 35 katholieke kerken en kapellen met wandschilderingen en gebrandschilderde ramen. Daarnaast vervaardigde hij in deze periode portretten en schilderijen met uiteenlopende onderwerpen. Ydema wordt beschouwd als een van de prominente leden van de zogenoemde Barokke groep van kerkschilders in het Interbellum. Door de jaren heen ontwikkelde Ydema echter een expressionistische stijl die steeds abstracter werd. Op het hoogtepunt van deze ontwikkeling stopte hij met schilderen en legde hij zich toe op de wetenschap - culturele antropologie. In 1978 pakte hij zijn penselen weer op en vanaf dat moment richtte hij zich op het vervaardigen van zelfportretten.

## Levensloop

### Jeugd en leerjaren (1901-1930)
Ydema werd geboren op een boerderij bij Greonterp, een klein gehucht bij het Friese Blauwhuis, als vijfde van elf kinderen. Zijn middelbareschooltijd bracht hij door op de katholieke kostschool Rolduc bij Kerkrade.
De jonge Jacob wilde een opleiding volgen tot beeldend kunstenaar maar op aandringen van zijn ouders schreef hij zich in voor een studie Medicijnen in Groningen. Na zijn eerste jaar stapte hij over naar een MO-studie Duitse taal- en letterkunde, ook in Groningen. In 1926 wilde Ydema zich inschrijven bij de Rijksacademie van beeldende kunsten, maar omdat hij de toelatingsexamens had gemist schreef hij zich in bij het Rijksinstituut tot Opleiding van Teekenleeraren in de tuin van het Rijksmuseum. Directeur Huib Luns van het Rijksinstituut regelde een toelatingsexamen bij de hoogleraren J.H. Jurres en J. Bronner op de nabijgelegen Rijksacademie. Deze lieten Jacob bij uitzondering tussentijds toe. Onder leiding van Prof. Jurres zou de Friese student zich de volgende jaren toeleggen op de schilderkunst. In 1930 verliet hij de Rijksacademie.

### Ydema als kunstenaar (1930-1958 en 1978-1988)
In de eerste jaren heeft Ydema een aantal schilderijen gemaakt waaronder waarschijnlijk portretten. Het was in deze periode armoe troef voor de jonge schilder. De omslag kwam in 1933. Hij kreeg de opdracht om de triomfboog en de altaarwand te beschilderen van de kleine kapel van de kolonie "Mooi Gaasterland" in Rijs. De beschildering van de kapel in Rijs leidde tot nieuwe opdrachten, zoals voor de Olduphuskerk in Bakhuizen (in fases, eerst in 1935) en de Fredericuskerk in Sloten. Daarmee was zijn naam gevestigd als schilder in kerken.
In 1943 trouwde hij met medicijnenstudente Hetty Dellemijn. Na haar afstuderen kreeg Hetty haar eerst aanstelling als schoolarts in Didam. In deze periode heeft Ydema afstand genomen van de barokke stijl. In zijn vormentaal werd hij rigoureus en bracht hij de voorwerpen van zijn schilderijen, in zijn muurschilderingen en ook in zijn gebrandschilderde ramen terug tot hun diepste essentie. De onderwerpen en ook de figuren werden steeds abstracter en de omgeving waarin zijn personages zich bewogen werd steeds verder gestileerd - in lijnvoering en ook in kleurstelling. In 1958 stopte hij met schilderen om zich geheel op de antropologie te richten.
In 1978 pakte Ydema zijn penselen weer op en richtte hij zich op het schilderen van zelfportretten. In 1988 begaven zijn ogen het grotendeels en ging Ydema opnieuw aan de studie.

### Ydema als antropoloog (1952-1990)
Ydema verzamelde primitieve kunst en in 1952 keerde hij terug naar de universiteit om Culturele Antropologie te studeren, eerst in Nijmegen en later in Leiden. Uiteindelijk bezat hij wellicht de grootste particuliere kunstverzameling van met name de Toba-Batak die leven op Sumatra. In 1966 publiceerde hij een lang artikel over de iconografie van de kunst van de Batak, een artikel dat nog steeds wordt geciteerd. In 1988 begon hij aan een artikel over de iconografie van vroeg-Chinese bronzen en andere kunstvoorwerpen, waarin hij parallellen zag met de iconografie van de Batak. Tot publicatie is het niet meer gekomen. Hij overleed op 15 oktober 1990 en werd begraven in Blauwhuis.

## Werk

### Schilderingen in kerken (1933-1958)
De muurschilderingen in de kapel in Mooi Gaasterland in Rijs en vooral de kruiswegstaties in de Sint-Fredericuskerk (Sloten) hebben indruk gemaakt en leidden tot verdere opdrachten. Voor de Sint-Michaëlskerk in Woudsend schilderde Ydema panelen die links en rechts van het altaar te zien zijn. Opvallend is de voorstelling boven het altaar van de aartsengel Michael die de draak van het kwaad spiest met zijn speer. De voorstelling past bij de barokke stijl van een groep kerkschilders uit de tijd tussen de twee wereldoorlogen.
De decoraties in Woudsend zouden commercieel gezien belangrijk blijken; kunsthistoricus Frits van der Meer, later hoogleraar in Nijmegen, schreef een jubelende kritiek over de schilderingen in Woudsend. Vanaf dat moment stroomden de opdrachten binnen. Ydema ontwikkelde zijn stijl de daarop volgende jaren verder. De schilderingen in de Sint Andreaskerk in Groessen tonen een nieuw, verstild expressionisme. Deze stijl is voorts te zien in de Antonius van Paduakerk in Nieuw-Dijk (1949-1951), waar grote schilderingen zijn aangebracht in onder andere transept en kapellen.
De stijlontwikkeling van de kunstenaar kwam tot een hoogtepunt in de muurschilderingen voor een kerk in Jennings (Immaculate Conception Church, Jennings, USA, 1957). Dat was de laatste opdracht die hij accepteerde.

### Gebrandschilderde ramen (1936-1958)
Na een reeks ramen voor het St. Joseph pension in Leeuwarden (1936), kreeg Ydema de opdracht voor een reeks gebrandschilderde ramen in grisaille (1938) voor de Sint-Nicolaaskerk in Sint Nicolaasga. Bij de uitvoering van die opdracht koos de schilder een aanmerkelijk rustiger stijl dan bij de “barokke” muurschilderingen. De opdracht betrof eerst de zijbeuken en de doopkapel, met voorstellingen uit het leven van Jezus. In de oorlogstijd volgde een opdracht voor een groot raam in het noordelijk transept, met voorstellingen van onder anderen Friese heiligen. In het grote raam dat hij in 1949 vervaardigde voor het zuidelijk transept, ook met Friese heiligen, laat de schilder zijn rijpe, gestileerde stijl zien. Gekleurde ramen zijn te zien in de Martinuskerk in Vaassen (1946-1950) en in Jennings, Louisiana (USA, 1957-1958).

### Schilderijen 1930-1957
Naast de kerkschilderingen vervaardigde Ydema een groot aantal schilderijen. Sommige zijn traditioneel, met name vanwege de wensen en verwachtingen van zijn opdrachtgevers. In zijn vrije werk heeft Ydema geëxperimenteerd met zijn vormentaal.

### Schilderijen 1978-1987
Na een lange tussenpoze nam Ydema in 1978 het penseel weer op, waarbij hij vooral zelfportretten schilderde.
In de zelfportretten uit deze periode is hij weer teruggegaan naar de meer realistische weergave van zijn onderwerp. We zien de kunstenaar zoals hij zijn evenbeeld bestudeerde in de spiegel; hij kijkt naar zichzelf en legt de essentie van dat evenbeeld vast. Alles daaromheen was van ondergeschikte betekenis; kledingstukken bijvoorbeeld zijn slechts met enkele snelle streken van het penseel aangeduid.
Schilderijen van Ydema zijn te vinden in Museum Catharijneconvent in Utrecht en in diverse particuliere collecties.

## Lijst van werken
- Kapel van huis Mooi Gaasterland, Rijs (1933-1935). De schilderingen zijn vernietigd.
- St. Odulphus, Bakhuizen (1935-1941)
- St. Fredericus, Sloten (1935)
- Kapel van het St. Josephpension, Leeuwarden (1936)
- St. Michael, Woudsend (1937)
- Mariahof, Bakhuizen (1938)
- St. Nicolaas, St. Nicolaasga (1938-1949)
- St. Gerardus Majella, Barger-Oosterveld (1938-1939)
- Sint-Franciscuskerk, Steenwijksmoer (1939)
- St. Willibrord, Utrecht (1939)
- St. Clemens, Nes (1940)
- St. Michael, Schalkwijk (1941)
- St. Cyriacus, Dalfsen (1942). De schilderingen zijn vernietigd.
- St. Liduina kapel, Apeldoorn (1943-1945). Afgebroken. De gebrandschilderde ramen bevinden zich thans in de Onze Lieve Vrouwekerk te Apeldoorn.
- St. Ludgerus, Balk (1941-1943)
- Augustijner klooster Vinea Domini, Witmarsum (1938-1943)
- Heilige Geestkerk, Slootdorp (1943). Afgebroken.
- Christus Koningkerk, Wieringerwerf (1943)
- Kapel van het klooster van de Franciscanessen, Denekamp (1943-1947). De schilderingen zijn vernietigd.
- St. Theresia, Apeldoorn (1946)
- St. Martinus, Vaassen (1946-1950)
- Klooster van de Franciscanessen, Zieuwent (1946)
- Kapel, Kloosterburen (1947)
- Klein-seminarie, Apeldoorn (1947). De schilderingen zijn vernietigd.
- St. Isidorus, St. Isidorushoeve (1948)
- O.L.V. ten Hemelopneming, Doetinchem (1947-1948)
- St. Theresiastichting, Franeker (1949). De schilderingen zijn vernietigd.
- St. Andreas, Groessen (1949)
- Heilig Hartkerk, Breda (1949)
- St. Antonius van Padua, Nieuw-Dijk (1949-1951)
- O.L.V. Onbevlekt Ontvangen, Wijhe (1951). De schilderingen zijn vernietigd.
- Immaculate Conception church, Jennings, Louisiana, USA (1956-1958)

## Galerij

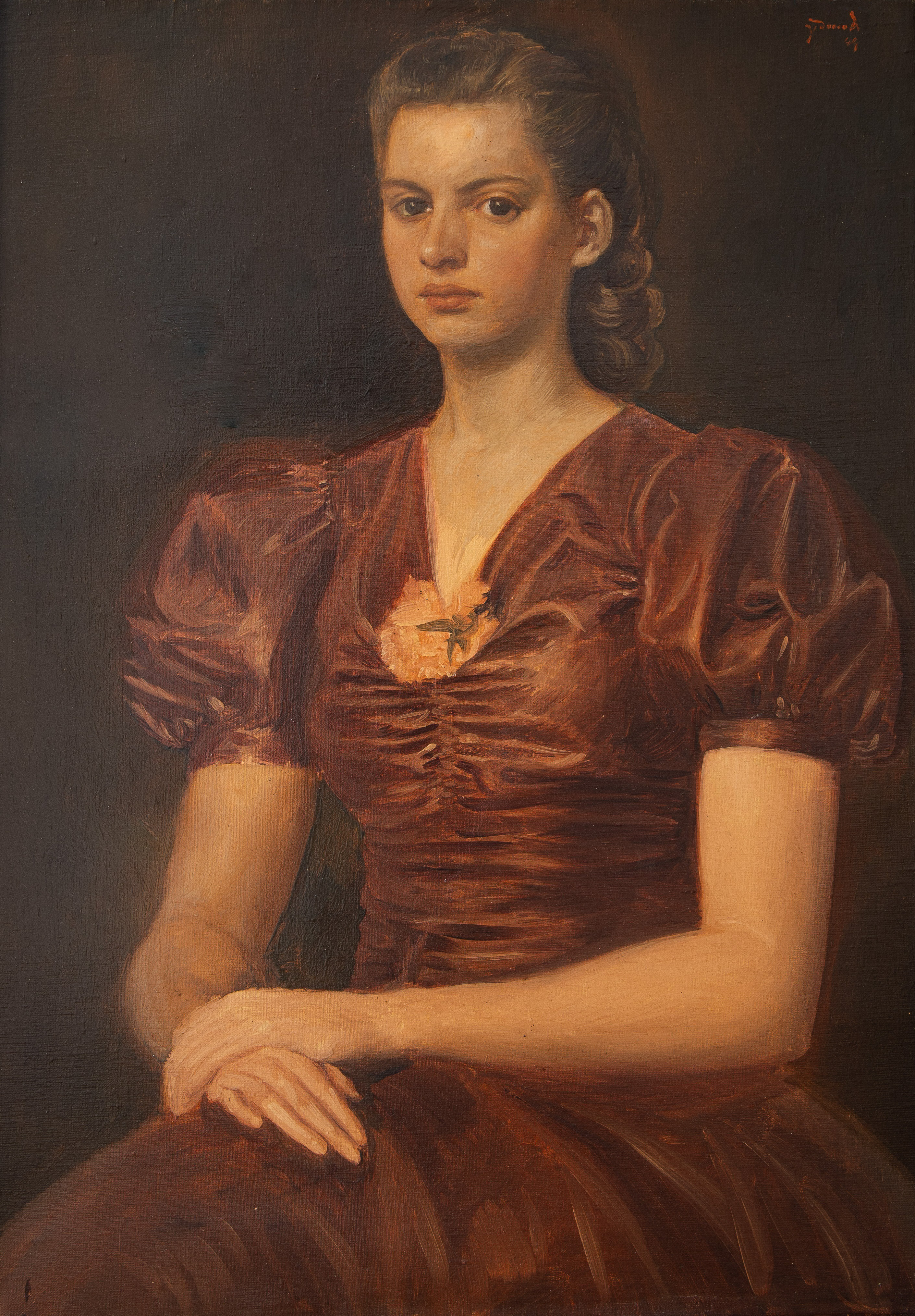
Portret van Hetty Dellemijn (verloofde van Jacob Ydema), 1944
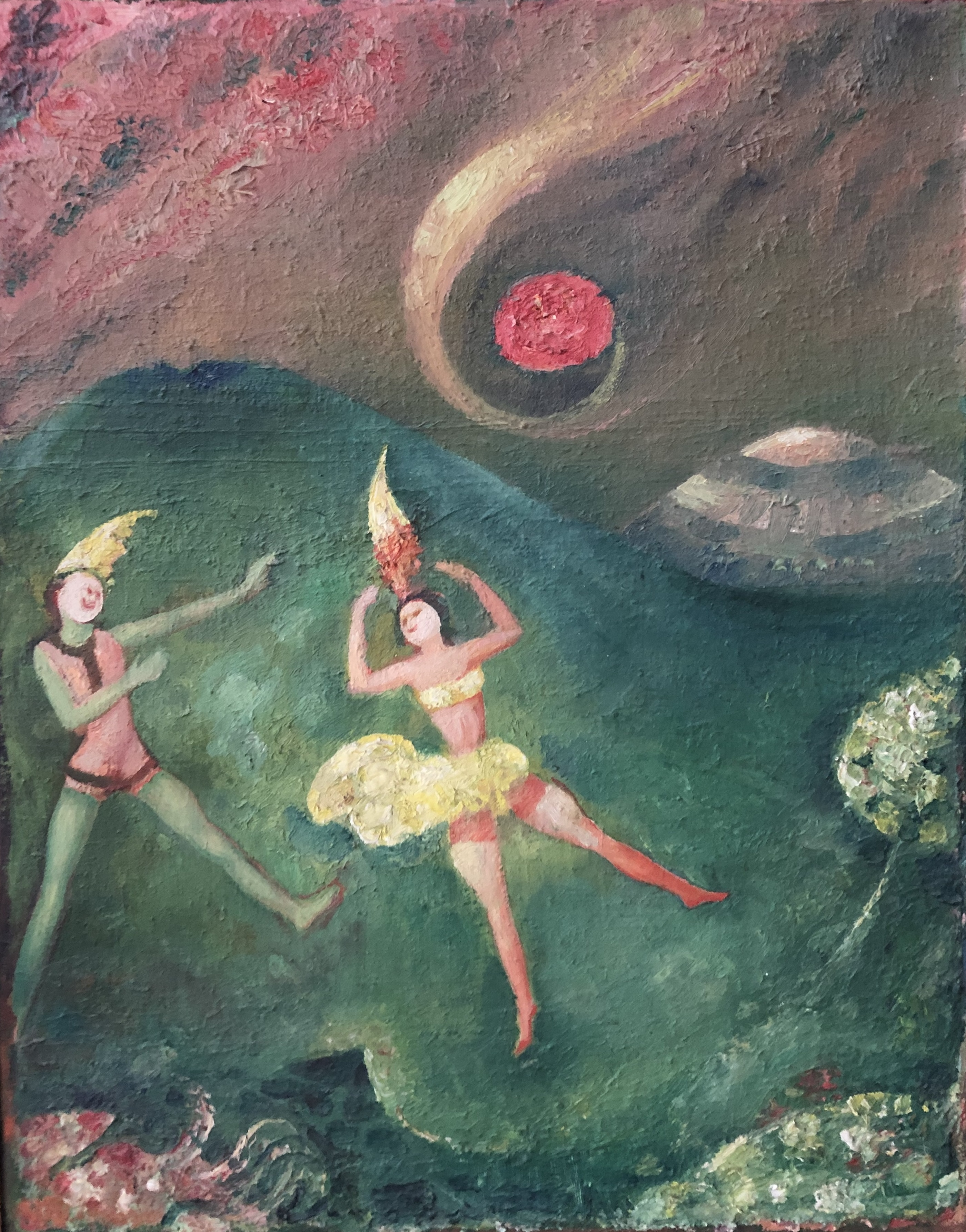
Jacob Ydema, Het danseresje (1945-1956)
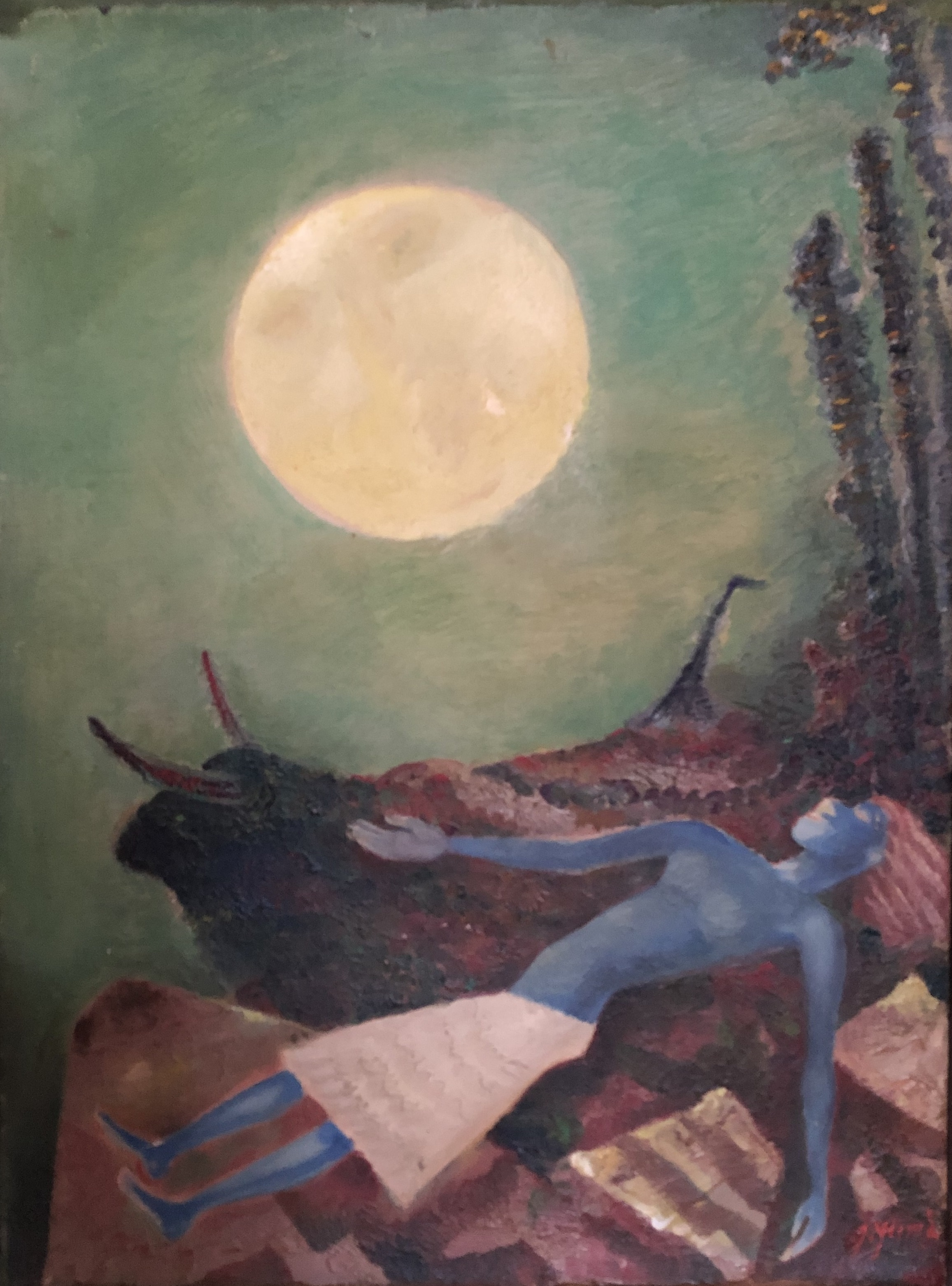
Jacob Ydema, De droom (1945-1956)
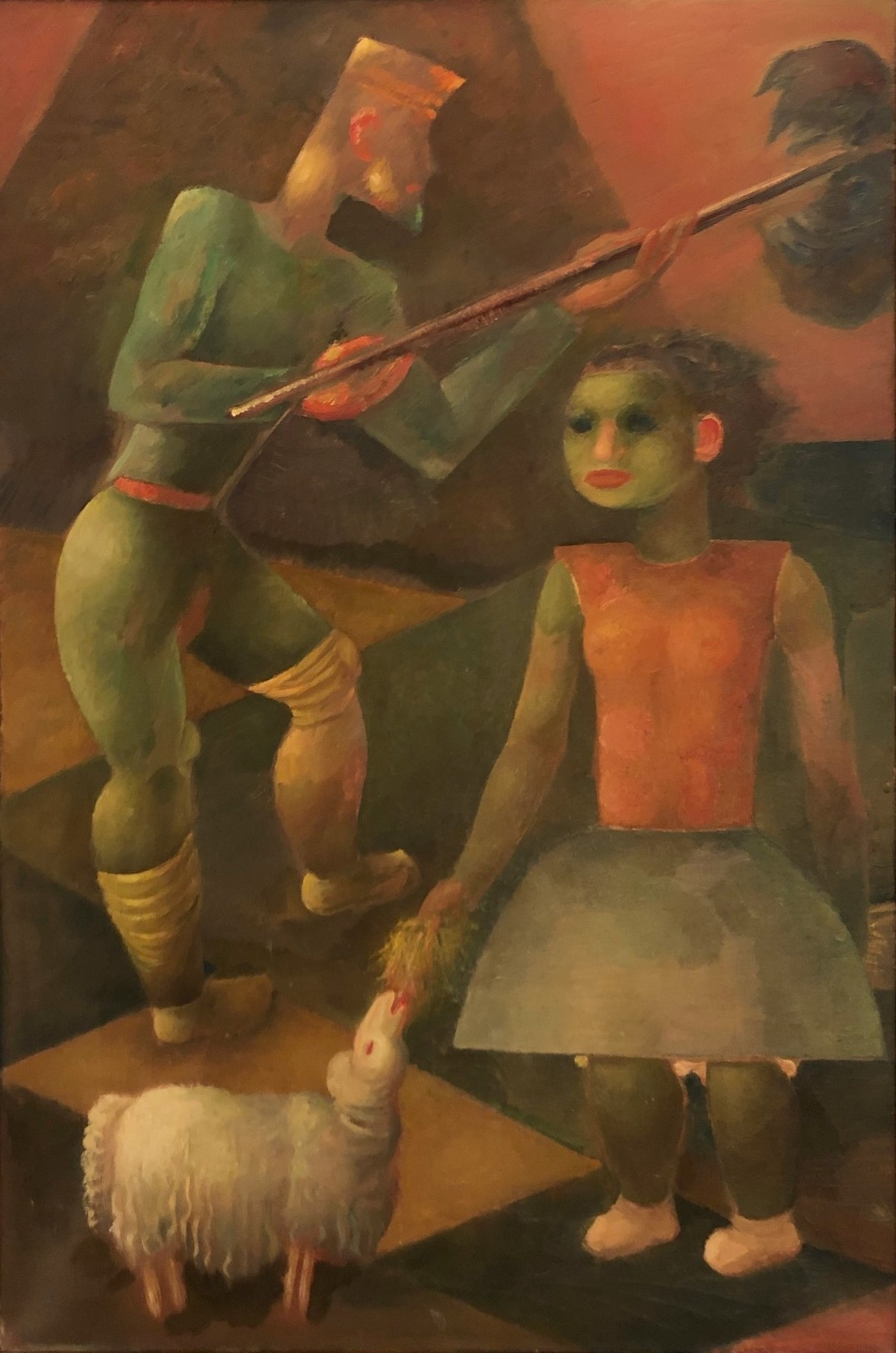
Jacob Ydema, boerenfamilie (1945-1956)
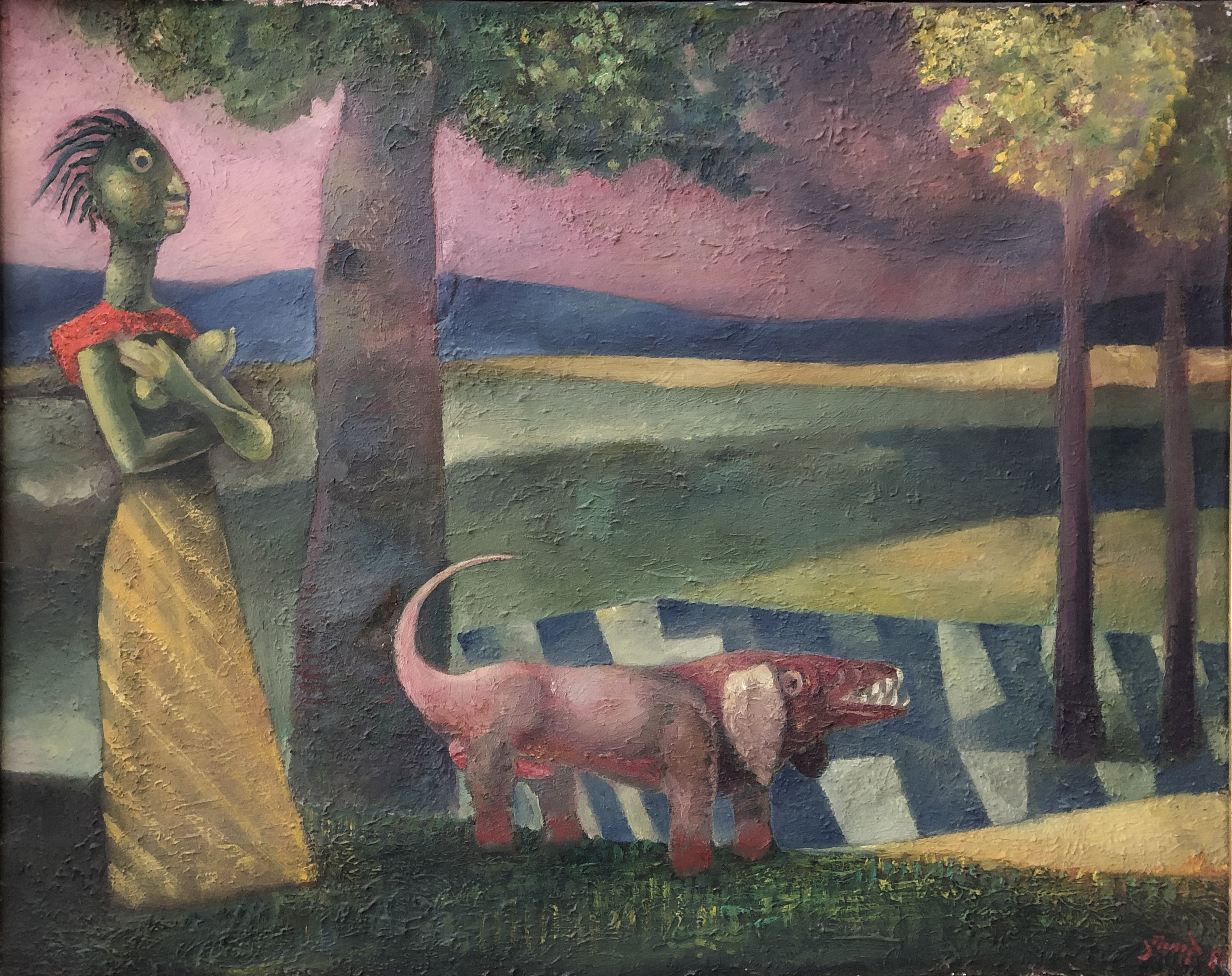
Vrouw met Leeuw, 1952